# Günter Bialas
Günter Friedrich Bialas (ur. 19 lipca 1907 w Bielszowicach, zm. 8 lipca 1995 w Glonn) – niemiecki kompozytor i pedagog.

## Życiorys
Syn Friedricha i Marie zd. Kijora. Początkowo studiował we Wrocławiu, następnie w latach 1927–1933 w Berlinie, gdzie jego nauczycielem kompozycji był Max Trapp. Od 1935 roku wykładał teorię muzyki na Uniwersytecie Wrocławskim. Po II wojnie światowej początkowo prowadził Bach-Verein w Monachium, następnie po krótkim pobycie w Weimarze został w 1947 roku wykładowcą szkoły muzycznej w Detmold. W latach 1959–1973 wykładał kompozycję w monachijskiej Wyższej Szkole Muzyki i Teatru.
Odznaczony został Krzyżem Zasługi I Klasy Orderu Zasługi Republiki Federalnej Niemiec (1968), Bawarskim Orderem Zasługi (1977) oraz Orderem Maksymiliana (1991).

## Twórczość
W pierwszym okresie swojej twórczości nawiązywał do dorobku Hindemitha, Strawinskiego i Bartóka, po II wojnie światowej zwrócił się jednak ku nowym trendom w muzyce. Czerpał z różnych tradycji muzycznych, w tym z neoklasycyzmu, dodekafonii czy średniowiecznej polifonii. Ważne miejsce w jego twórczości zajmowała muzyka chóralna.
Skomponował m.in. Bolkenhainer Burgmusik na 4 instrumenty dęte, smyczki i kotły (1938), Koncert na 2 orkiestry smyczkowe i kotły (1948), Romanzero (1955), Jazz-Promenade na fortepian i orkiestrę (1956), Invocationen (1957), Sinfonia piccola na flet, obój, klarnet i orkiestrę smyczkową (1960), Partita na 10 instrumentów (1963), Concerto lirico na fortepian i orkiestrę (1967), Pastorale und Rondo na 9 instrumentów (1969), Introitus-Exodus na organy i orkiestrę (1976), Trois Moments Musicaux III na fortepian, wiolonczelę i orkiestrę (1976), Haydn-Fantasien oder Der Weg nach Eisenstadt na orkiestrę (1980), Marschfantasie na orkiestrę (1988), koncert altówkowy (1940), koncert fletowy (1947), koncert skrzypcowy (1949), koncert wiolonczelowy (1962), trzy kwartety smyczkowe (1936, 1949, 1969), 4 Impromptus na wiolonczelę i fortepian (1968), Moments Musicaux na wiolonczelę i harfę (1969), Méditations na organy (1961), Erwartung na organy (1972), opery Hero und Leander (1966), Die Geschichte von Aucassin und Nicolette (1969), Der gestiefelte Kater (1974) i Aus der Matratzengruft (1992), kantaty Gesang von den Tieren (1950), Indianische Kantate (1951) i Oraculum (1953), Preisungen na baryton i organy lub orkiestrę (1965), Symbolum na chór męski i kwintet dęty do tekstu według J.W. Goethego (1967), Haiku na sopran, flet i fortepian (1972), balet Seelenpromenade (1956).